# لوسیانو نئوس
لوسیانو نئوس (انگلیسی: Luciano؛ زادهٔ ۵ مهٔ ۱۹۹۳) بازیکن فوتبال اهل برزیل است که پست مهاجم برای سائو پائولو بازی می‌کند.
وی همچنین در تیم ملی فوتبال زیر ۲۳ سال برزیل بازی کرده‌است.
وی در مسابقات کشوری و بین‌المللی در مجموع برندهٔ ۱ مدال برنز شده‌است.